# Salzkammergut

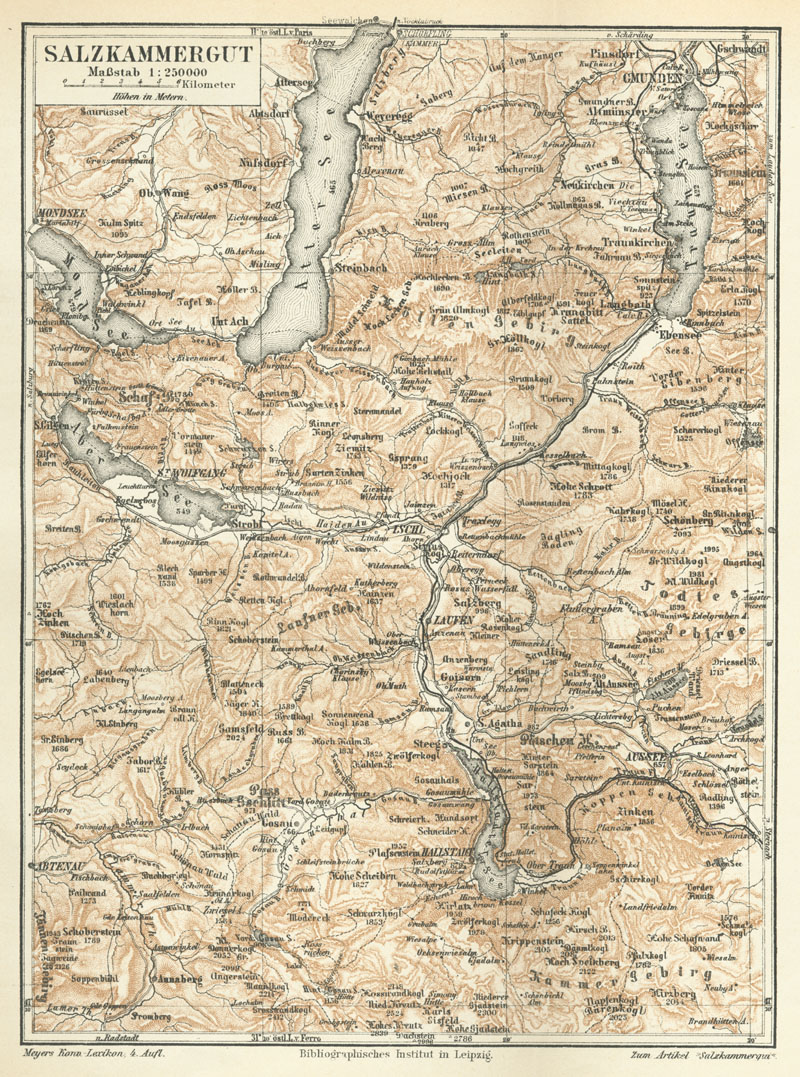
Mapa de Salzkammergut.

Salzkammergut es un distrito montañoso de Austria, de 650 km² de superficie en la zona de la Alta Austria, Salzburgo y Estiria, atravesado por los Alpes calcáreos de Salzburgo. Su nombre proviene de los depósitos salinos de la región, explotados desde la Edad del Bronce. Recibe el nombre de "Suiza Austríaca" por la belleza y tipismo de sus valles. En 1997, el paisaje cultural de Hallstatt-Dachstein / Salzkammergut fue declarado Patrimonio de la Humanidad por la Unesco.

## Hidrografía
Abunda en lagos, contándose 27 de éstos, entre ellos el Attersee, Wolfgangsee, Mondsee, Zeller See o Irrsee, Hallstättersee y el Traunsee. 

## Actividad económica
De gran importancia por sus salinas, que junto a los establecimientos de beneficio de las mismas (Sudhütten) en Hallstatt, Ischl, Altaussee y Ebensee producen la sal en grandes cantidades. Esta industria junto con los trabajos vinculados a ella, la cría de ganado y la caza, forman las principales fuentes de riqueza del distrito. 

## Ciudades principales
- Gmunden
- Bad Ischl
- Hallstatt